# Arend Jan Dunning

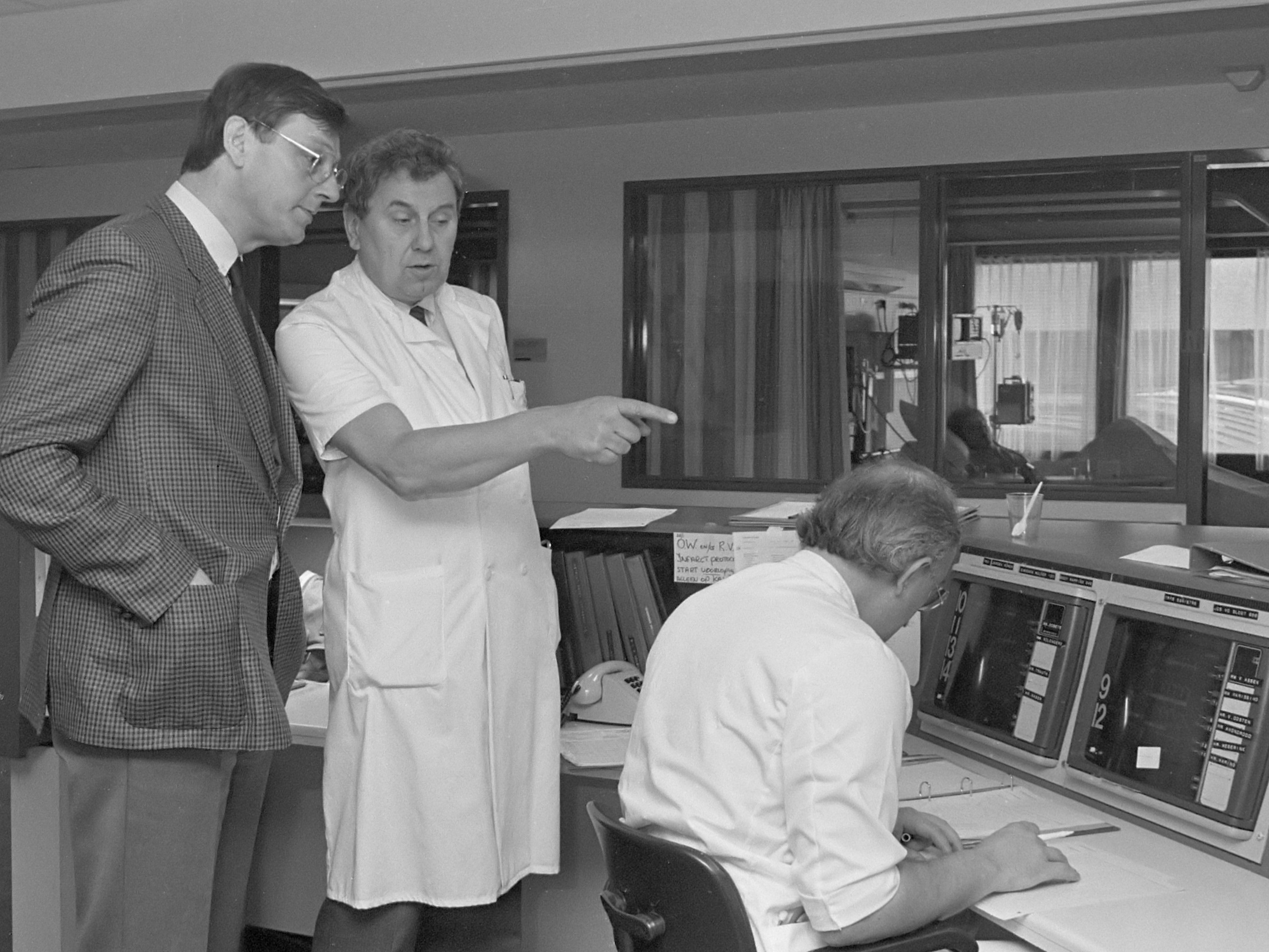
AMC directeur J. Werner en Ad Dunning (1987)

Arend Jan (Ad) Dunning (Arnhem, 14 december 1930 – Amsterdam, 5 oktober 2009) was een Nederlands cardioloog.
Dunning was hoogleraar cardiologie aan de Universiteit van Amsterdam en tot 1993 hoofd van de afdeling cardiologie van het AMC in Amsterdam. Hij is echter vooral bekend vanwege zijn bestuurswerk. Hij was lid van de Gezondheidsraad. Als vicevoorzitter van de "Commissie Structuur en Financiering van de Gezondheidszorg" (Commissie Dekker) en van de Commissie Keuzen in de Zorg (1991, "Commissie Dunning")  droeg hij bij aan de herstructurering het Nederlandse zorgstelsel.
Prof. dr. Dunning is als wetenschapper in staat gebleken om medisch-wetenschappelijk werk te populariseren en voor een breed publiek toegankelijk te maken. Hij had columns in Elsevier en NRC Handelsblad en schreef artikelen in onder andere De Gids. Hij publiceerde verschillende boeken zoals Broeder ezel (1981), over het onvermogen van de geneeskunde, Betoverde wereld, en Stof van Dromen. Hij was voorzitter van de commissie die kandidatenlijst van de Partij van de Arbeid opstelde voor de verkiezingen van 1998, en een van de oprichters van het Republikeins Genootschap. Lange tijd was Dunning hoofdredacteur van het Nederlands Tijdschrift voor Geneeskunde.
In 2009 ontving hij de Van Walree Prijs voor wetenschapsbeoefenaren, samen met Dick van Bekkum.
Dunning was een broer van de musicoloog Albert Dunning. Hij overleed in oktober 2009 op 78-jarige leeftijd aan de gevolgen van slokdarmkanker.